# NGC 7284
NGC 7284 (również PGC 68950) – galaktyka soczewkowata (SB0), znajdująca się w gwiazdozbiorze Wodnika. Odkrył ją William Herschel 26 października 1785 roku. Oddziałuje grawitacyjnie z sąsiednią NGC 7285 i razem z nią została skatalogowana jako Arp 93 w Atlasie Osobliwych Galaktyk.